# Women Engage for a Common Future
Women Engage for a Common Future (WECF) ist eine Nichtregierungsorganisation, die 1994 in der Folge des Weltgipfels von Rio (1992) gegründet wurde. Das Ziel der Organisation ist es, eine gerechte, nachhaltige und gesunde Umwelt für alle zu schaffen. WECF ist ein Netzwerk von mehr als 150 Frauen- und Umweltorganisationen in 50 Ländern weltweit. Die Organisation arbeitet auf nationaler, europäischer, UN- und internationaler politischer Ebene mit dem Ziel, den Einfluss von Frauen in politischen Entscheidungsprozessen zu erhöhen.

## Geschichte
WECF wurde 1994 in den Niederlanden gegründet. Während des Erdgipfels 1992 in Rio de Janeiro schlossen sich Frauen aus Europa zusammen, um das Netzwerk WECF zu gründen, weil sie die katalysierende Rolle von Frauen in der nachhaltigen Entwicklung erkannten, wie sie im Bericht der Vereinten Nationen "Our Common Future" definiert ist. Der Grundgedanke besteht darin, dafür zu sorgen, dass die Stimmen von Frauen und Randgruppen politisch Gehör finden, und dies mit lokalen Maßnahmen zu kombinieren, in denen sie wichtige Anliegen durchsetzen können. Der ursprüngliche Name „Women in Europe for a Common Future“ wurde inzwischen in „Women Engage for a Common Future“ (Frauen engagieren sich für eine gemeinsame Zukunft) geändert.
Der WECF e. V. in Deutschland ist ein gemeinnütziger Verein und Mitglied im internationalen WASH-Netzwerk, das sich die Förderung der öffentlichen Gesundheitspflege, Umweltschutz und eine Geschlechtergerechtigkeit zum Ziel gesetzt hat.

## Ziele
WECF geht davon aus, dass eine nachhaltige Zukunft und ein nachhaltiges Umfeld ganzheitliche Lösungen erfordern, die das Leben der Menschen vor Ort widerspiegeln. Die Mitglieder streben feministische Lösungen an, die auf den Vorstellungen und Bedürfnissen ihrer Partner beruhen. Sie setzen sich für eine Gleichstellung der Geschlechter und die uneingeschränkte Verwirklichung der Menschenrechte von Frauen in Verbindung mit Klimagerechtigkeit, nachhaltiger Energien und Chemikalien, weniger giftigem Abfall, sicherem Wasser und sanitären Einrichtungen für alle ein.

## Hauptthemen

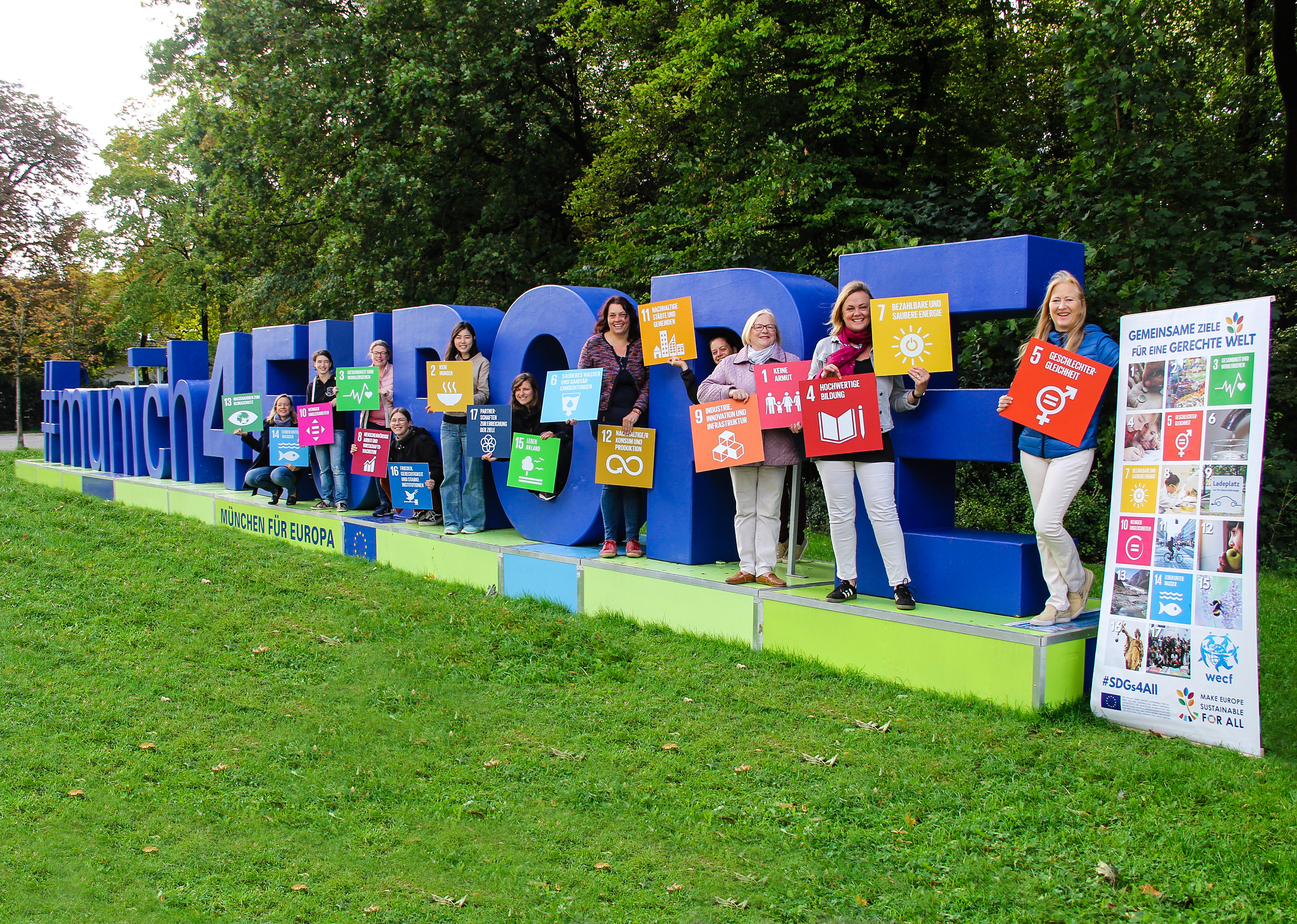
Die Mitglieder des WECF Deutschland vor dem #munich4EUROPE-Schriftzug als Teil der "Make Europe Sustainable for All"-Kampagne 2018

WECF arbeitet an der Geschlechtergleichstellung mit Schnittstellen in den folgenden drei Bereichen:
- Nachhaltige Entwicklung – WECF setzt sich für die uneingeschränkte Verwirklichung der Menschenrechte, der Entwicklungsgerechtigkeit und des Rechts auf eine gesunde Umwelt für alle ein, unabhängig von Geschlecht, Alter, Herkunft, sexueller Identität, Bildung, Religion, Fähigkeiten oder sozioökonomischem Status. Sie wollen eine nachhaltige Zukunft, in der Umweltverschmutzer und Regierungen zur Verantwortung gezogen werden und Menschenrechte, Gesundheit und Umwelt Vorrang vor Handelsabkommen und anderen wirtschaftlichen Interessen haben.

- Klimaschutz – WECF mobilisiert Menschen für Klimagerechtigkeit und zeigt, wie bei der Umsetzung des Pariser Abkommens Menschenrechte und die Gleichstellung der Geschlechter gewährleistet werden können. Sie unterstützen lokale Gemeindegruppen bei der Schaffung nachhaltiger Energiefonds und Genossenschaften und fördern gleichzeitig die Gleichstellung der Geschlechter und die Führung von Frauen. Sie nehmen an globalen Klimaverhandlungen mit ihren lokalen Partnern teil, tauschen bewährte Verfahren aus und setzen sich gegen falsche Klimaschutzmaßnahmen wie nukleare und fossile Brennstoffe vor.

- Gesunde Umwelt ohne Giftstoffe – WECF fordert Gerechtigkeit für die Opfer von Umweltverschmutzung durch Chemikalien, radioaktive Stoffe und andere Quellen sowie Maßnahmen zum Schutz von Menschenrechtsverteidigern in der Umwelt. Sie fördern giftfreie und nichtchemische Alternativen auf der Grundlage der auf dem Erdgipfel in Rio 1992 formulierten Prinzipien: Verursacher zahlen, Beweislastumkehr, Vorsorgeprinzip und Prinzip 10, um Öffentlichkeitsbeteiligung, Transparenz und Zugang zu Gerechtigkeit zu gewährleisten.

## Herangehensweise
WECF verfolgt einen dreiteiligen Ansatz, um für einen nachhaltigen und gerechten Wandel zu mobilisieren:
- "Capacity Building" – WECF schult, vermittelt Fachwissen und bietet Frauen und Gleichstellungsorganisationen Förderungen an. Damit unterstützen sie sie in ihrer Arbeit für Klimagerechtigkeit, eine ökologisch nachhaltige Zukunft und Geschlechtergerechtigkeit.

- Politik – WECF plädiert an politische Entscheidungsträger auf lokaler und globaler Ebene, die Gleichstellung der Geschlechter und die Sichtweisen von Frauen in die Richtlinien und Umsetzungspläne aufzunehmen. Sie tun dies, indem sie die Teilnahme ihrer Partner an Entscheidungsprozessen unterstützen, regionale und internationale Kampagnen zur Gleichstellung der Geschlechter führen und das politische Geschehen beobachten.

- Öffentlichkeitsarbeit – WECF organisiert Kampagnen zur Sensibilisierung für die Bedeutung von geschlechtergerechten Klima- und Umweltlösungen. Mit ihren Partnern veranstalten sie Social-Media-Kampagnen, z. B. #FeministDemand, und senden sie offene Briefe an Entscheidungsträger. Sie gewähren auch kleine Zuschüsse für Partner und organisieren öffentliche Debatten, Straßenaktionen und Preisverleihungen.

## Vereinte Nationen
Die Organisation hat Beobachterstatus beim Wirtschafts- und Sozialrat der Vereinten Nationen und ist offizieller Partner des Umweltprogramms der Vereinten Nationen. WECF ist Mitglied des Europäischen Ausschusses für Umwelt und Gesundheit sowie Partner der "Women's Major Group" und des Wahlkreises für Frauen und Gender.
WECF auf dem Rio+20-Gipfel der Vereinten Nationen für nachhaltige Entwicklung 2012
Im Juni 2012 demonstrierten in Rio de Janeiro rund 50.000 Vertreter sozialer Bewegungen und zivilgesellschaftlicher Organisationen gegen eine unfaire und nicht nachhaltige Wirtschaftspolitik. Gleichzeitig trugen die 30.000 Teilnehmer der Rio+20-Konferenz der Vereinten Nationen zu dem Dokument "The Future We Want" bei, das die UN-Ziele für nachhaltige Entwicklung in der Nachfolge der Millenniums-Entwicklungsziele vorbereitete. WECF übernahm auf der Rio+20-Konferenz die Co-Moderation der Women's Major Group, einer der neun zivilgesellschaftlichen Gruppen, die im UN-Politikprozess Rederecht haben und zum vorgeschlagenen Verhandlungstext beitragen. Die Rolle des WECF bestand darin, die 300 Organisationen durch virtuelle und persönliche Treffen zu unterstützen, gemeinsame Vorschläge für den Verhandlungstext zu erarbeiten, Treffen mit den Verhandlungsführern der Länder zu organisieren und Veranstaltungen zu organisieren, auf denen die Prioritäten der Frauenorganisationen vorgestellt wurden.

## Organisation
Heute hat WECF fünf Niederlassungen in den Niederlanden, Deutschland, Frankreich, der Schweiz und Georgien. WECF verfügt über ein duales Governance-System. Die formale Beaufsichtigung der Exekutivdirektoren und ihres Teams erfolgt durch den Stiftungsrat (BOT). Ihre Aufgabe ist es, die Jahrespläne, Budgets und Berichte zu genehmigen und die Arbeit der WECF-Direktoren zu überwachen. Die WECF-Partner können auch über das International Advisory Board (IAB) mitbestimmen. Die Aufgabe des IAB besteht darin, den BOT und die Direktoren von WECF strategisch zu beraten. Der IAB ist auch für die Entwicklung gemeinsamer Finanzierungs-, Befürwortungs- und Kampagnenstrategien von entscheidender Bedeutung.